# 三國清三
三國 清三（みくに きよみ、1954年8月10日 - ）は、日本のフランス料理シェフ。北海道留萌支庁管内増毛町出身。父・正（手漕ぎの漁師）、母・亮子（農家）の間に7人兄弟の三男（兄2人、姉2人、弟2人、妹）として生まれる。実家は半農半漁。現在は東京四ツ谷の「オテル・ドゥ・ミクニ」等のオーナーシェフ。「ソシエテミクニ」代表取締役。日本フランス料理技術組合代表。称号(名誉学位)は美食学名誉博士（仏トゥール大学）。北海道食大使、北海道白老アイヌ食文化大使。フランス農事功労章オフィシェ章受章。一般社団法人全日本・食学会理事長代行ほか、政府・各種社団法人の委員・理事等を務める。

## 経歴
1969年、中学校卒業後、札幌・南16条の米店に住み込みで働きながら、夜間の調理師学校に通う。16歳の時、まかないで食べたハンバーグに感動し、「ハンバーグを作る料理人になろう」と決意。米店の女性から「ハンバーグと言えば札幌グランドホテル」と聞き、同ホテルで開催されたテーブルマナー講習に参加し、そこで料理課長の青木保憲の許しを得て、料理人の修行を開始。半年後、中卒ながら正社員になる。1971年、札幌グランドホテル総料理長・斉藤慶一に紹介状を書いてもらい、帝国ホテルへ就職。オイルショックの時期に重なり、社員としては雇用されなかった。
1973年、20歳で帝国ホテル・村上信夫料理長の推薦により、スイス・ジュネーヴの日本大使館（軍縮会議日本政府代表部）の料理長に就任。大使館勤務のかたわら、フランス料理界で有名な「ジラルデ」のフレディ・ジラルデやトロワグロ兄弟、アラン・シャペルに師事。1978年、大使館を退勤し、引き続きフレディ・ジラルデの元で修業。
1980年、三ツ星レストランの「トロワグロ」、「オーベルジュ・ドゥ・リィル」、「ロアジス」、「アラン・シャペル」にて修業を重ねる。1982年に帰国、市ヶ谷の「ビストロ・サカナザ」でシェフとして迎えられる。1985年、東京・四ツ谷に「オテル・ドゥ・ミクニ」を開業し、オーナーシェフとなる。来店したアラン・シャペルは備前焼で供された「冷製フォアグラのコンポート、古いマデラジュレがけ、東京サラダとくるみオイル味」に「ジャポニゼ」という言葉を寄せた。
1989年、ニューヨークのレストラン「ザ・キルテッド・ジラフ」、香港のホテル「ペニンシュラ　ホンコン」にて“ミクニフェスティバル”を開催。1990年、タイの「ザ・オリエンタル・バンコク」ホテルにて“ミクニフェスティバル”を開催。
1991年、「ルレ・エ・シャトー協会」、「トラディション・エ・カリテ」に加盟。モナコの「オテル・ドゥ・パリ」にてアラン・デュカス等と共に世界7ヶ国のシェフの一人としてイベントに参加。タイの「ザ・オリエンタル・バンコク」ホテルにて2度目の“ミクニフェスティバル”を開催。1992年、タイの「ザ・オリエンタル・バンコク」ホテルにて3度目の“ミクニフェスティバル”を開催。シンガポールの「FOOD & HOTEL ASIA'92」の「世界料理コンクール」において、2度目のアジア地区代表審査員を務める。アフリカ・ケニアの「ムパタロッジ」にてプロモーションを開催。フランス「オテル・ドゥ・クリヨン」にて“ミクニフェスティバル”を開催。
1993年、フランス・リヨンにて「BOCUSE D'OR 料理コンクール」の日本代表審査員長を務める。ロンドンのホテル「ザ・バークレー」で“ミクニフェスティバル”を開催。エリザベス女王が来訪する。1994年、フランス・ボルドーワインの普及貢献が認められ、メドック・グラーヴ地区ボンタン騎士団の勲章を受勲。札幌グランドホテル開業60周年記念で「ミッシェル・トロワグロと三國清三のメモリアル・ガラ・ディナー」を饗宴する。「東京ベイヒルトン」ホテルにて“世界の子どもにワクチンを”のチャリティーミクニフェスティバルを開催。
1995年、フランスサンテミリオンにて“プルミエ・グランクリュ・クラセ”VIN EXPO'95大晩餐会のシェフを務める。東京誠心調理師専門学校・創立25周年記念特別講習会を行う。「東京ベイヒルトン」ホテルにて2回目の“世界の子どもにワクチンを”のチャリティーミクニフェスティバルを開催する。中国の「上海ヒルトン」ホテルにて“世界の子どもにワクチンを”のワールド・チャリティーミクニフェスティバルを開催する。糸菊学園・名古屋調理師専門学校・創立46周年記念特別講演会を行う。
1996年、タイの「ザ・オリエンタル・バンコク」開業120周年記念として4度目の“ミクニフェスティバル”を開催する。アジア12ヶ国最優秀シェフ12名を決定するコンテスト"ボンラック・グレート・シェフズ・オブ・アジア賞"を日本代表の最優秀シェフとして受賞。シンガポールの「ラッフルズホテル」にて“ミクニフェスティバル”を開催。
1997年、台湾の「ライライシェラトンホテル」にて“ミクニフェスティバル”を開催。北海道・堀知事より北海道食大使に任命される。
1998年、ルレ・エ・シャトー協会の「世界のトップシェフ60人の一人」に選ばれ、ロサンゼルスにて饗宴。
1999年、沖縄・米国海軍基地にて外国人シェフとして初めてボランティアフェアを実施。フランス・ボジョレーにてルレ・エ・シャトー世界5大陸トップ・シェフ5人の一人に選ばれる。「Santi SANTAMARIA」（ミシュラン3ツ星：スペイン）、「Patrick O'CONNELL」（USA2ツ星：ワシントン）、「Thomas KELLER」（USA2ツ星：ロサンゼルス）、「Luisa VALLAZA」（ミシュラン3ツ星：イタリア）、「Nadia SANTINI」（ミシュラン3ツ星：イタリア）、「三國清三」（日本）。フランスの高級レストランの料理人を中心とする組合「Chambre Syndicate de la Haute Cuisine Francaise」（フランス高級料理組合）に日本人として初めて加入。日本フランス料理技術組合（フランスと日本の組合が相互に協力し、行政との交渉や広報活動、料理人の育成や子どもの味覚教育等に取り組む組織）を発足。
2000年、沖縄・米国基地海兵隊より、1999年3月のボランティアフェアの貢献に対し感謝状を受ける。九州・沖縄サミット福岡蔵相会合の総料理長を務める。
2001年、東京駅「東京食堂  Central Mikuni's」をプロデュース。スイス・サンモリッツ世界最高リゾートホテルにてフェアを実施する。フランス・リヨンにて“BOCUSE D'OR 料理コンクール”の審査員日本代表。タイの「ジ・オリエンタル・バンコク」開業125周年記念として5度目の“ミクニフェスティバル”を開催する。「ニューサンノーホテル」（東京）米軍センターにて米国海軍と共にエスコフィエディナーフェアを開催。4,900ドルをユニセフへ寄付。JR北海道「三國シェフプロデュース「ミクニBOX」（フォアグラどんぶり弁当）」発売。
2002年、JR京葉線・海浜幕張駅「アズ・カフェ ミクニ 海浜幕張」をプロデュース。イタリアで世界料理コンクール開催。デモンストレーションを行う。韓国とのサッカーワールドカップ共同開催を記念して、両国の交流グルメフェアを開催。モスクワにてピエール・ガニエ（パリ三つ星シェフ）と食のイベント開催。イタリア・トリノにてその年の世界最高のシェフとしてイタリアスローフード教会主催の晩餐会を務める。“メイク・ア・ウィッシュ・オブ・ジャパン”10周年記念チャリティ・パーティにてディナーメニューの監修。日本フランス料理技術組合の子供への食育活動の功績が認められ、2002年度食品産業技術功労賞「特別賞」を受賞。
2003年、三國が社長を務める会社「ソシエテ　ミクニ」が運営する丸の内のレストラン「ミクニ　マルノウチ」にて、結婚披露宴に出席した客ら34人が下痢や吐き気などの食中毒症状を発症したとして、千代田保健所は3月1日から1週間の営業停止にした。
2003年、東京・汐留に旧国鉄開業当時の駅舎を再現した「旧新橋停車場」内の「グラン・カフェ 新橋ミクニ」をプロデュース、札幌駅南口に「ミクニサッポロ」開業。北海道スローフード協会・支部役員となる。フランス共和国農事功労章「シュヴァリエ」を受勲。フランスチーズ鑑評騎士の会日本支部シュヴァリエ会員に選出される。
2004年、ギリシャ・シェフ協会、認定名誉会員に選出される。政府の「立ち上がる農山漁村」有識者会議の一員に選出される。「ニューズウィーク日本版」2004年10月20日号「世界が尊敬する日本人100 Japanese」の一人に選出される。「オテル・ドゥ・ミクニ」が、食品衛生優良施設として厚生労働大臣表彰を受賞。内閣総理大臣より「知的財産戦略本部コンテンツ専門調査会」の委員に任命される。社団法人北海道ウタリ協会より「北海道白老アイヌ食文化大使」の称号を授かる。
2005年、農林水産省、経済産業省主催「食の教育推進協議会」に出席。文部科学省「新しい日本の創造を考える研究会」の講師。社団法人全日本司厨士協会理事に就任。料理専門学校「Culinary Institute of America」にて、“Great Chefs Series” の講師として講演および料理講習の実施。文部科学省初等中等教育過程課「家庭、技術・家庭、情報専門部会」委員に任命される。
2006年、第一回 ミクニ スプリング フェスティバル開催。同年7月5日、自身が経営する会社に勤める男性社員（当時46歳）を殴るなど暴行した容疑で書類送検される。
2007年、高松市の高松丸亀町商店街再開発ビル高松丸亀町壱番街に姉妹店「ミクニタカマツ」オープン。年数回定期的に三國本人が来店し「ミクニフェア」を開催している。厚生労働省より卓越した技能者として「現代の名工」として表彰される。
2008年、自らが監修したレストラン「オーベルジュましけ」が5月1日にオープン。
2010年、フランス農事功労章オフィシェ章を受勲。高松市に2店舗目となる「パティスリーミクニ」オープン。高松丸亀町壱番街2階雑貨店の片隅で提供していたスイーツが好評を得、カフェバーを併設した独立店として出店。夜は392円メニューを提供するなど独自の展開を行なっている。
2013年11月7日、フランスのトゥール大学より「美食学」の名誉博士号を贈られる。
2015年、フランス共和国レジオン・ドヌール勲章シュヴァリエを受章。
2020年よりYouTubeチャンネルを開設。
2020年、著書『JAPONISÉE』で世界唯一の料理本に対する賞「グルマン世界料理本大賞2020」を受賞、本書は「傑作」と評された。2022年、著書『スーパーの食材でフランス家庭料理をつくる 三國シェフのベスト・レシピ136 永久保存版』が「第9回料理レシピ本大賞 in Japan」のプロの選んだレシピ賞を受賞。
2022年12月28日、37年間営業した「オテル・ドゥ・ミクニ」を閉店した。
2025年、黄綬褒章を受章。

## エピソード
「三國君は私が総料理長だった当時、札幌グランドホテルから帝国ホテルに志願してやってきた。正社員の枠がなく、パートタイマーで採用したが、やる気があって、よく気がつく男だった。何にでも一生懸命で、良い意味での「欲」があった。駐スイス大使への赴任が決まっていた小木曽さんが「専属コックにいい人はいないか」と打診してきたとき、頭に浮かんだ何人かの候補者の中から、私は三國君を選んだ。当時、三國君はまだ20歳の若者、しかも帝国ホテルでは鍋や皿を洗う見習いだったため、料理を作ったことがなかった。では、なぜ私は三國君を推薦したのか。彼は、鍋洗い一つとっても要領とセンスが良かった。戦場のような厨房で次々に雑用をこなしながら、下ごしらえをやり、盛りつけを手伝い、味を盗む。ちょっとした雑用でも、シェフの仕事の段取りを見極め、いいタイミングでサポートする。それと、私が認めたのは、塩のふり方だった。厨房では俗に「塩ふり3年」と言うが、彼は素材に合わせて、じつに巧みに塩をふっていた。実際に料理を作らせてみなくても、それで腕前のほどが分かるのだ。」（村上信夫著『帝国ホテル厨房物語』（日経ビジネス人文庫/207P）
作る料理は、フランス料理をベースとしているが、味噌、米、鰹節、数の子を取り入れるなど一般の固定観念にとらわれない料理を生み出している（きょうの料理で紹介した昆布と納豆のタルタル利尻うにのせのようにほとんど和の食材を用いているものもある）。また、洋風の料理を使う場合も、地場産品を材料として取り入れる工夫をしている（北海道産のジャガイモや牛肉を使ったメニューなど）。
2023年2月、東京都の東京観光大使に任命された。

## 著書

### 単著
- 『皿の上に、僕がある』（非売品）1986年 柴田書店
- 『僕の、美味求新』1986年 パン・リサーチ社
- 『料理の哲学 5人の神様から学んだ三ツ星のエスプリ』2003年 青春出版社
- 『糖質オフのフレンチごはん』2013年 青春出版社
- 『クリニック内レストラン ミクニ マンスールの美味しすぎる健康食レシピ』2013年 宝島社
- 『食の金メダルを目指して』2016年 日経BPマーケティング
- 『おうちフレンチ 一流に教わる基本のレシピ』2017年 ナツメ社
- 『JAPONISÉE』2019年 東京美術
- 『スーパーの食材でフランス家庭料理をつくる 三國シェフのベスト・レシピ136 永久保存版』2021年 KADOKAWA
- 『三流シェフ』2022年 幻冬舎
- 『スーパーの食材が高級レストランの味になる 三國シェフのすご技絶品レシピ 永久保存版』2023年 KADOKAWA

### 共著
- 『C'est Mikuni―僕の、おいしさ。』1996年 森川昇と 料理通信
- 『子どもに作ってあげたい料理』2002年 野崎洋光・音羽和紀と 柴田書店
- 『味覚を磨く』2006年 服部幸應と 角川書店

## TV出演
- 「若き天才シェフ 三國清三」（1986年12月 日本テレビ）
- 「食彩浪漫（奇想天外！数の子フレンチ）」（2004年3月 NHK カズノコを使った料理を紹介）
- 「グレートマザー物語」（2004年2月 テレビ朝日）
- 「真剣10代しゃべり場」（2004年2月 NHK教育テレビ）
- 「ソロモンの王宮」（2004年4月 テレビ東京）
- 「旅の香り（冬の京都スペシャル）」（2005年2月 テレビ朝日）
- 「ミクニ　プロデュース　〜北海道から世界へ〜」（2009年4月 札幌テレビ放送）
- 「天才てれびくんMAX」（2010年度 NHK教育テレビ）
- 「中居正広の金スマ」（2023年5月 TBSテレビ）
- ほか多数

## DVD
- 「プロのコツ・洋食1」（2005年 NHKきょうの料理、三國清三・山岡昌治）
- 「健康ビデオシリーズ・スーパーグルメ＜糖尿病編＞」

## 店舗
オテル・ドゥ・ミクニ公式HPより。

### 店舗一覧
- オテル・ドゥ・ミクニ（四ツ谷）閉店中
- カフェ ミクニズ（四ツ谷）
- ミクニ ヨコハマ（横浜）
- ドメイヌ・ドゥ・ミクニ（軽井沢）
- メゾン ミクニ（オンラインショップ）
- ミクニ ナゴヤ（名古屋）
- ミクニ サッポロ（札幌）
- ミクニ マンスール（麹町）
- ミクニ マルノウチ（丸の内）
- ミクニ 清水（静岡）
- ラー・エ・ミクニ（竹橋）
- 旬穀旬菜 レストラン＆デリカフェ（梅田）
- フラテッロ ディ ミクニ上川（上川）
- 祇園 ミクニ（祇園）

## 関連図書
- 『オシャレな舌―スーパーシェフ三國清三の軌跡』（2000年 松木直也 風塵社）
- 『魂の伝承－アラン・シャペルの弟子たち』（2003年 著者：高久多美男 フーガブックス）
- 『三國清三シェフの味覚の授業・KIDSシェフ』（2004年 著者：本多由紀子 小学館）
- 『ミクニの奇跡』（2003年 著者：松木直也 新潮社（「オシャレな舌」の加筆版））
- 『子どもの味覚を育てる―ピュイゼ・メソッドのすべて』（2004年 著：ジャック ピュイゼ、原著：Jacques Puisais、翻訳：鳥取 絹子、三國 清三）

## プロデュース
- 三國清三セレクション　ミクニ赤白ワイン
- MIKUNI's PREMIUM生　ドレッシング　ホットワイン（ヤマダイ食品）
- 北海道の逸品　手造りカマンベールチーズ
- カフェ パティスリー ミクニ　新清水/フレンチ